# Jens Kolding
Jens Kolding (ur. 12 lipca 1952 we Frederiksbergu) – duński piłkarz występujący na pozycji pomocnika.

## Kariera klubowa
Kolding karierę rozpoczynał w sezonie 1972 w trzecioligowym zespole B1893. W debiutanckim sezonie awansował z nim do drugiej ligi, a w sezonie 1974 do pierwszej. W 1976 roku przeszedł do holenderskiej Rody Kerkrade. Przez cztery sezony w Eredivisie rozegrał w jej barwach 85 spotkań i zdobył 14 bramek.
W 1980 roku Kolding wrócił do B1893. W sezonie 1982 zdobył z nim Puchar Danii. W 1984 roku przeszedł do zespołu Brøndby IF, także grającego w pierwszej lidze, a w sezonie 1985 wywalczył z nim mistrzostwo Danii. W 1986 roku odszedł do B1893, występującego już w drugiej lidze. W 1988 roku zakończył karierę.

## Kariera reprezentacyjna
W reprezentacji Danii Kolding zadebiutował 23 września 1973 w wygranym 1:0 meczu Mistrzostw Nordyckich z Norwegią. W latach 1973–1981 w drużynie narodowej rozegrał 6 spotkań.